# Josep Maria Bertran i Soler
Josep Maria Bertran i Soler (l'Espluga de Francolí, 1945) és un metge i polític català, senador en la IV i V legislatures.

## Biografia
Llicenciat en medicina i cirurgia per la Universitat de Barcelona el 1972, fou intern becari de la Fundació Cambó en l'Hospital de la Santa Creu i Sant Pau de Barcelona (1968-1972). Metge titular d'APD per oposició (1978) i diplomat en Sanitat per l'Escola Superior de Sanitat (1980). Especialista en Medicina Familiar i Comunitària (1988).
Del 1986 al 2004 ha estat president del Col·legi Oficial de Metges de Tarragona, des del 1987 president de la Comissió de Formació Continuada i Docència de l'Organització Mèdica Col·legial, des de 1988 president de la Delegació espanyola en la Comissió de Formació Professional del Comitè Permanent de la Comunitat Europea. Des del 1990 és delegat d'Espanya en l'Assemblea Mundial d'Educació i en l'Assemblea de la American Medical Association. Des del 1991 és membre de la Junta Permanent del Consell Coordinador de Formació Mèdica de Catalunya i des del 1993. Membre del Comitè Consultor del Consell d'Europa
Alhora, és militant de CDC i fou escollit senador per la coalició CiU per la província de Tarragona a les eleccions generals espanyoles de 1989 i 1993. Ha estat membre suplent de la Diputació permanent del Senat i vicepresident segon de la Comissió de Sanitat i Afers Socials.